# Liste der Monuments historiques in Val-de-Vesle
Die Liste der Monuments historiques in Val-de-Vesle führt die Monuments historiques in der französischen Gemeinde Val-de-Vesle auf.

## Liste der Immobilien
| Bezeichnung    | Beschreibung                    | Standort                            | Kennzeichnung | Schutzstatus | Datum | Bild           |
| -------------- | ------------------------------- | ----------------------------------- | ------------- | ------------ | ----- | -------------- |
| Kirche St-Maur | aus dem 12. und 13. Jahrhundert | Courmelois, rue Jeanne-d’Arc (Lage) | PA00078881    | Classé       | 1920  | weitere Bilder |

## Liste der Objekte
| Bezeichnung      | Beschreibung                                                   | Standort                          | Kennzeichnung | Schutzstatus    | Datum  | Bild |
| ---------------- | -------------------------------------------------------------- | --------------------------------- | ------------- | --------------- | ------ | ---- |
| Pfarrergrabstein | Stein, bezeichnet 1347; während des Ersten Weltkriegs zerstört | Wez, in der Kirche St-Eloi (Lage) | PM51001686    | Classé gelöscht | ? 1959 |      |